# Пътят на промените (филм)
„Пътят на промените“ (на английски: Revolutionary Road) е американско-британски романтичен драматичен филм от 2008 г. на режисьора Сам Мендес. Сценарият, написан от Джъстин Хейт, е базиран на едноименния роман от 1961 г. на Ричард Йейтс

## Сюжет
През 1948 г. докерът Франк Уилър (Леонардо ди Каприо) среща жена на име Ейприл (Кейт Уинслет) на парти. Той се надява да стане касиер, а тя иска да стане актриса. По-късно Франк си осигурява търговска позиция в Knox Machines и той и Ейприл се женят. Новото семейство Уилър се мести на Revolutionary Road 115 ("Пътят на промените") в предградията на Кънектикът, когато Ейприл забременява. Двойката се сприятелява със своята брокерка Хелън Гивингс и нейния съпруг Хауърд Гивингс и съседката Мили Кембъл и нейния съпруг Шеп. За техните познати семейство Уилър са перфектната двойка, но отношенията им са проблемни. Ейприл не успява да направи актьорска кариера, докато Франк мрази монотонността в работата си. На 30-ия си рожден ден Франк кани секретарка от работата си да пийнат заедно в бар. Тя приема, като се напива сериозно и в крайна сметка двамата правят секс. Междувременно Хелън се отбива при Ейприл и я пита дали ще се срещнат със сина ѝ Джон, който е бил в лудница. Тя смята, че по-младата двойка може да помогне на сина ѝ със състоянието му. Ейприл приема.
Ейприл иска промяна на обстановката и шанс да издържа семейството, за да може Франк да намери страстта си, затова тя предлага да се преместят в Париж и да започнат нов живот, далеч от „безнадеждната празнота“ на техния начин на живот. Първоначално Франк се възпротивява на идеята, но впоследствие се съгласява. През следващите няколко седмици семейство Уилър разказва на своите познати за плановете си да живее в Париж, но изненадващо единственият човек, който изглежда разбира решението им, е Джон. Докато двойката се готви да се премести, те са принудени да преосмислят плана, тъй като на Франк е предложено повишение, а Ейприл забременява отново. Когато Франк открива, че тя обмисля да направи аборт, двойката започва да се кара. По време на спора Ейприл признава, че второто дете се е появило само за да докаже, че първото не е било "грешка". На следващия ден Франк получава повишението и се опитва да приеме еднообразния си живот. В края на една вечер в джаз бар със семейство Кембъл Шеп и Ейприл остават сами заедно. Тя му споделя за депресията си заради отменените планове за Париж и живота си като цяло и в крайна сметка те правят секс в колата. Шеп изповядва дългогодишната си любов към Ейприл, но тя не отвръща на чувствата му.
На следващия ден Франк признава, че е имал любовна връзка, надявайки се да се помири с жена си. За негова изненада Ейприл отговаря апатично и му казва, че няма значение, тъй като любовта ѝ към него си е отишла, на което той не вярва. Гивингс идват за вечеря и Франк съобщава на гостите, че плановете им са се променили, защото Ейприл е бременна. Джон критикува Франк, че е смазал надеждата на Ейприл, както и че се е примирил с обстоятелствата. Ядосан, Франк едва не напада Джон и Гивингс си тръгват. След това Франк и Ейприл се скарват и Ейприл напуска къщата, за да помисли. Франк прекарва нощта в пиянски ступор. На следващия ден той е шокиран да намери Ейприл в кухнята, спокойно приготвяща закуска. Франк, несигурен как да реагира, закусва с нея и след това тръгва за работа. След като остава сама, Ейприл отива в банята, където извършва аборт с вакуумна аспирация върху себе си. Гледайки през прозореца, тя забелязва, че кърви, и повиква линейка. Франк пристига в болницата объркан, където е утешен от Шеп. Ейприл умира в болницата от кръвозагуба. Разкъсван от вина, Франк се премества в града и започва да продава компютри. Свободното си време прекарва с децата си. Нова двойка, Брейс, купува стария им дом и Мили им разказва историята на семейство Уилър. Шеп се изправя и излиза от къщата, плачейки; той казва на Мили никога повече да не говори за тях. Години по-късно Хелън разговаря със съпруга си за това как Брейс изглежда е най-подходящата двойка за старата къща на Уилър. Когато съпругът ѝ споменава семейство Уилър, Хелън започва да обяснява защо не ги харесва. Докато тя продължава да обяснява, съпругът ѝ изключва слуховия си апарат.

## Актьорски състав
| Актьор             | Роля           |
| ------------------ | -------------- |
| Леонардо ди Каприо | Франк Уилър    |
| Кейт Уинслет       | Ейприл Уилър   |
| Кати Бейтс         | Хелън Гивингс  |
| Майкъл Шанън       | Джон Гивингс   |
| Ричард Истън       | Хауърд Гивингс |
| Райън Симпкинс     | Дженифър Уилър |
| Тай Симпкинс       | Майкъл Уилър   |
| Дилън Бейкър       | Джак Ордуей    |
| Катрин Хан         | Мили Кембъл    |
| Зои Казан          | Морийн Грубе   |

## Награди и номинации
| Категория                             | Номиниран(и)                | Резултат                    |
| Оскар (22 февруари 2009 г.)           | Оскар (22 февруари 2009 г.) | Оскар (22 февруари 2009 г.) |
| ------------------------------------- | --------------------------- | --------------------------- |
| Най-добри декори                      | Най-добри декори            | номинация                   |
| Най-добри костюми                     | Най-добри костюми           | номинация                   |
| Най-добра поддържаща мъжка роля       | Майкъл Шанън                | номинация                   |
| Награда на БАФТА (8 февруари 2009 г.) |                             |                             |
| Най-добри декори                      | Най-добри декори            | номинация                   |
| Най-добри костюми                     | Най-добри костюми           | номинация                   |
| Най-добър адаптиран сценарий          | Джъстин Хейт                | номинация                   |
| Най-добра актриса в главна роля       | Кейт Уинслет                | номинация                   |
| Златен глобус (11 януари 2009 г.)     |                             |                             |
| Най-добра актриса в драматичен филм   | Кейт Уинслет                | награда                     |
| Най-добър филм – драма                | Най-добър филм – драма      | номинация                   |
| Най-добър режисьор                    | Сам Мендес                  | номинация                   |
| Най-добър актьор в драматичен филм    | Леонардо ди Каприо          | номинация                   |
| Сателит (14 декември 2008 г.)         |                             |                             |
| Най-добър актьор в поддържаща роля    | Майкъл Шанън                | награда                     |
| Най-добър филм – драма                | Най-добър филм – драма      | номинация                   |
| Най-добри декори                      | Най-добри декори            | номинация                   |
| Най-добър адаптиран сценарий          | Джъстин Хейт                | номинация                   |
| Най-добър актьор в драматичен филм    | Леонардо ди Каприо          | номинация                   |

## Български дублаж
| Озвучаващи артисти  | Даниела Йорданова Ася Братанова Силви Стоицов Георги Георгиев-Гого Стефан Сърчаджиев-Съра |
| Преводач            | Йорданка Василева                                                                         |
| Тонрежисьор         | Димитър Кукушев                                                                           |
| Режисьор на дублажа | Димитър Кръстев                                                                           |